# Nový Bělehrad
Nový Bělehrad (v srbské latince Novi Beograd a cyrilici Нови Београд) je jedna z částí Bělehradu, hlavního města Srbska. Od centra města je oddělen řekou Sávou, kterou překonává několik mostů (např. Brankův most, Gazela, etc).

## Historie
Nový Bělehrad nevznikal jako řada jiných částí města v průběhu staletí, ale byl zbudován v souvislosti s pracovní akcí mládeže na přelomu 40. a 50. let 20. století ve snaze modernizovat jugoslávskou metropoli. Vznikal v prostoru bývalých močálů a bažin na břehu řek Sávy a Dunaje. Nový Bělehrad nebyl velkolepou myšlenkou, kterou by zrealizovali jugoslávští komunisté sami. O záměru  výstavby nového města na volné louce u metropole Bělehradu, která až do roku 1918 patřila Rakousko-Uhersku, se uvažovalo již během období existence meziválečné Jugoslávie. První nápad se objevil v roce 1923. Byly uskutečněny četné urbanistické soutěže a plány, které připravila celá řada architektů. V roce 1937 nabízela městu Bělehradu možnost vypracování urbanistického plánu i dánská kancelář. Poslední z nich, ve které byl přihlášen i projekt známého modernistického architekta Dragiši Brašovana, byla zrealizována jen několik týdnů před vypuknutím druhé světové války v Jugoslávii. Do té doby se podařilo alespoň zregulovat dunajský břeh, mimo jiné za pomoci dánské firmy, která se účastnila původní soutěže. Od té doby je znám pod názvem srbsky Danski nasip. Výstavbu nového města však nakonec dokázali uskutečnit ale až komunisté, kteří se chopili moci hned po skončení konfliktu.
Původně měl být Nový Bělehrad budován v duchu socialistického realismu podobně, jako vznikala některá města v SSSR. Heslem prvních budovatelů bylo Gradili smo pruge, al to nije dosta. Gradićemo Beograd, da bude ko Moskva. (Budovali jsme tratě, ale není to dost, postavíme Bělehrad a bude jako Moskva). Stavební práce započaly již v roce 1948, ale o dva roky později byly kvůli zhoršeným vztahům se SSSR a nedostatku peněz přerušeny.

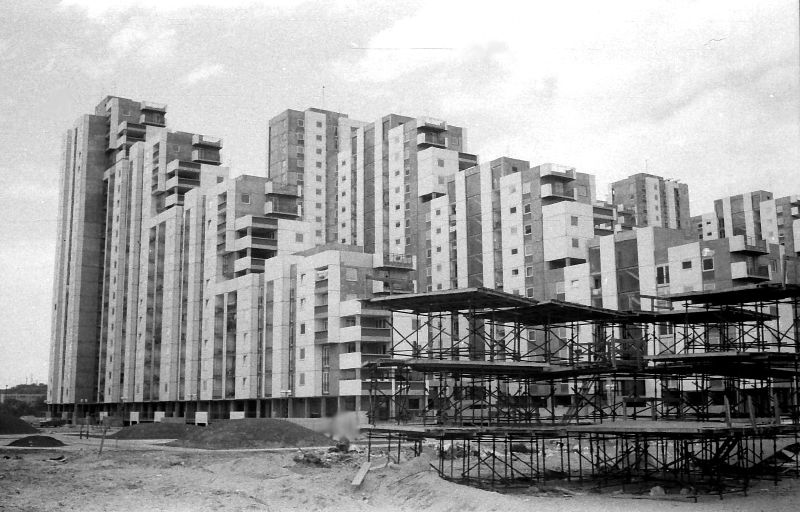
Rozšiřování Nového Bělehradu formou panelového sídliště v roce 1978

Dne 20. října 1950 byl schválen nový územní plán města Bělehradu, který potvrdil návrh na výstavbu nového sídliště podle předlohy Nikoly Dobroviće z roku 1948. Plán předpokládal vybudování města s pravoúhlou sítí ulic; s dvěma hlavními osami východ-západ a čtyřmi osami sever-jih. V centrální části na břehu Dunaje potom byla připravena výstavba vládního paláce. Centrální prostranství, které vyplňovalo prostor mezi vládním palácem a železniční stanicí Novi Beograd bylo finalizováno až v roce 1962 týmem několika architektů. Ze západní a východní strany k této hlavní ose přiléhají dva rozsáhlé bloky – 22 a 29.
Nový Bělehrad "zaplnil" mezeru mezi Zemunem a samotným Bělehradem; stal se sídlem řady univerzit, ale také i úřadu Svazové výkonné rady, tedy vlády socialistické Jugoslávie. Ve známém Sava centru se konaly sjezdy Svazu komunistů, ale také i Hnutí nezúčastněných zemí.
V roce 1968 došlo právě v novém Bělehradě ke studentským nepokojům, na konci 80. let se na Ušći pořádaly nacionalistické mítinky budoucího prezidenta Slobodana Miloševiće.
Zástavbu města tvoří řada moderních výškových bodů, které oddělují rozlehlé bulváry. V roce 2002 v něm žilo přes dvě stě tisíc obyvatel, převážně srbské národnosti.